# Nifon Rusailă
Nifon Rusailă (nascido: Nicolae Rusailă; 1789, Bucareste, Principado da Valáquia - 05 de maio de 1875, Bucareste, Principados Unidos) foi um bispo ortodoxo romeno, que ocupou o cargo de metropolita da Ungro-Valáquia (1850-1865) e depois metropolita-primaz da Romênia (1865-1875). Ele teve um papel importante na união dos principados romenos em 1859.